# Грб Ваљева
Грб општине Ваљево је симбол целе општине Ваљево, а уједно и грб града Ваљева, његовог седишта. Општина Ваљево је после годину дана неуспелих конкурса добила свој грб, 8. октобра 2010. године. На малом грбу Ваљева се налази штит округлог облика и двоглави бели орао у узлету, на тамноцрвеном пољу са љиљанима у канџама, коме се на једном завршетку налазе плодоносни лешници. Тамноцрвена боја симболизује снагу, вођство и храброст, а у хералдици се помиње још и као боја жетве и боја јесени. Тамноцрвена боја била је карактеристична за боју одоре српских великаша у историји. У средини грба, у елипсоидном медаљону, оивиченом златном бојом налазе се дефинисани симболи града Ваљева. Основних симбол у грбу је Кула Ненадовића, која се налази на брду Кличевац у Ваљеву. У подножју су представљени симболи који представљају реку Колубару и Градац. Изнад медаљона се налази круна Немањића, родоначелника српске државе. Лента са натписом града Ваљева, црвене боје је усклађена са стилизацијом и концептом грба. Натпис града је урађен словима која су потпуно оригинална стилизација и изграђена су за ову прилику. Грб Ваљева и његову заставу изградио је Ђорђе Станојевић.
Изабрани грб са конкурса за грб Ваљева,аутора Зорана и Слободана Станића који је требало да буде симбол Ваљева.